# Cotesia xavieri
Cotesia xavieri es una especie de avispas perteneciente a la familia Braconidae. Se encuentra en la isla Reunión.